# Galez
Galez là một xã thuộc tỉnh Hautes-Pyrénées trong vùng Occitanie tây nam nước Pháp. Xã này nằm ở khu vực có độ cao trung bình 425 mét trên mực nước biển.
Sông Petite Baïse tạo thành phần lớn ranh giới đông nam thị trấn, sau đó chảy theo hướng bắc qua giữa thị trấn. Theo điều tra dân số năm 1999 của INSEE có dân số 145 người.